# Les Parfaits Salauds
Les Parfaits Salauds étaient un groupe rock québécois fondé en 1985, avec Rémy Caset, François Duranleau, Jean-François Cardinal, Richard Lacoste et Luc Thibodeau. Le groupe se fait connaître avec son album À cœur ouvert paru en 1989. Au gala de l'ADISQ en 1990, le groupe remporte les prix de la découverte de l'année, du groupe de l'année, deux prix du microsillon de l'année (catégories rock et premier disque). En 1992, le groupe sort son deuxième album, Sans faire de bruit. Il remporte le prix de l'album rock de l'année en 1993. 
À la suite d'un ultime concert avec Plume Latraverse le 31 décembre 1997, le groupe se sépare. Après une longue pause, le groupe se réunit sous le nom Rémy et les Salauds pour produire un nouvel album, Cadillac Blues, en 2008 ,,. 

## Membres
- Rémy Caset : auteur-compositeur, chant et guitare
- François Duranleau : guitare
- Jean-François Cardinal : basse
- Richard Lacoste : batterie
- Luc Thibodeau : saxophone
- Patrick Coiteux : clavier, saxophone